# Municipio de Bird (Illinois)
El municipio de Bird (en inglés: Bird Township) es un municipio ubicado en el condado de Macoupin en el estado estadounidense de Illinois. En el año 2010 tenía una población de 308 habitantes y una densidad poblacional de 3,29 personas por km²

## Geografía
El municipio de Bird se encuentra ubicado en las coordenadas 39°18′0″N 89°59′38″O / 39.30000, -89.99389. Según la Oficina del Censo de los Estados Unidos, el municipio tiene una superficie total de 93.69 km², de la cual 93,65 km² corresponden a tierra firme y (0,05 %) 0,04 km² es agua.

## Demografía
Según el censo de 2010, había 308 personas residiendo en el municipio de Bird. La densidad de población era de 3,29 hab./km². De los 308 habitantes, el municipio de Bird estaba compuesto por el 99,68 % blancos, el 0,32 % eran de otras razas. Del total de la población el 0 % eran hispanos o latinos de cualquier raza.